# Loi des nasales spirantes ingvaeoniques
En linguistique historique, la loi des nasales spirantes ingvaeoniques décrit une évolution phonologique ayant eu lieu dans certains dialectes germaniques occidentaux, attestée en vieil anglais, vieux frison et vieux saxon. Cette évolution consiste en la disparition de la consonne nasale dans la combinaison voyelle + nasale + fricative, accompagnée d'un allongement compensatoire de la voyelle. Les combinaisons concernées sont surtout -ns-, -mf- et -nþ-.

## Exemples
On peut comparer les variations du pronom personnel de la première personne du pluriel dans plusieurs anciennes langues germaniques :
- gotique : uns ;
- allemand : uns ;
- néerlandais : ons ;
  - flamand : uus ;
  - limbourgeois : oos, ós ;
- vieux saxon : ūs ;
- vieil anglais : ūs ;
- vieux frison : ūs ;
- vieux norrois : oss.

La forme probablement la plus ancienne est celle du gotique, qui possède la nasale /n/. Cette consonne a disparu en anglais, frison, bas-allemand et néerlandais régional avec un allongement compensatoire de la voyelle /u/. Voici d’autres exemples :
| racine proto-germanique | anglais | frison      | bas allemand | néerlandais | allemand |
| ----------------------- | ------- | ----------- | ------------ | ----------- | -------- |
| *tanþz                  | tooth   | tôs         | Tähn         | tand        | Zahn     |
| *anþeraz                | other   | oar, uur    | anner        | ander       | ander    |
| *femfe                  | five    | fiif, fieuw | fiev, fief   | vijf        | fünf     |
| *samþjaz                | soft    | sêft        | sacht        | zacht       | sanft    |
| *gansz                  | goose   | goes, gous  | Goos         | gans        | Gans     |
| 1. 2. 3.                |         |             |              |             |          |